# Josef Kandlbinder
Josef „Zuckerl“ Kandlbinder (* 7. Januar 1923 in Regensburg; † 9. November 2011 in Rohr in Niederbayern) war ein deutscher Fußballschiedsrichter in den 1950er und 1960er Jahren.

## Leben und Karriere
1957 wurde Kandlbinder, 1923 in Regensburg geboren, zum FIFA-Schiedsrichter ernannt. In seiner Karriere wurde er bei 16 Länderspielen, 18 Europa-Pokalspielen, 24 Spielen um die deutsche Fußballmeisterschaft, vier Bundesligaspielen, 115 Spielen in der 1. Liga und 60 Spielen in der 2. Liga eingesetzt.
Der Höhepunkt seiner Laufbahn war das Endspiel um die Deutsche Meisterschaft von 1960 zwischen dem Hamburger SV und dem 1. FC Köln mit Linienrichter Erich Reil und Alfons Betz und die Olympiade in Rom 1960. Hier kam Kandlbinder bei den Spielen England – Taiwan (3:2), Brasilien – England (4:3) und Jugoslawien – Italien (1:1) zum Einsatz.
1964 beendete Kandlbinder seine Karriere als Schiedsrichter und trainierte fünfzehn verschiedene Vereine, unter anderem den VfR Regensburg sowie die Regensburger Turnerschaft, die er dann 1973 verließ.
Josef Kandlbinder starb am 9. November 2011 im Alter von 88 Jahren.